# Llista de topònims d'Urús
Llista de topònims (noms propis de lloc) del municipi d'Urús, a la Baixa Cerdanya
Informació actualitzada per un bot. Els canvis manuals es perdran quan s'actualitzi!

## entitat singular de població
| imatge | Nom       | Ubicat a | instància de                                   | Detalls | coordenades                                                                 | Protecció | Commons (més fotos) | Dades a WD                    |
| ------ | --------- | -------- | ---------------------------------------------- | ------- | --------------------------------------------------------------------------- | --------- | ------------------- | ----------------------------- |
|        | Urús      | Urús     | entitat singular de població capital municipal | 187 hab | 42° 21′ 00″ N, 1° 51′ 15″ E / 42.34993433°N,1.85418301°E 1264 msnm          |           |                     | Modifica les dades a Wikidata |
|        | la Valira | Urús     | entitat singular de població                   | 20 hab  | 42° 21′ 02″ N, 1° 51′ 42″ E / 42.350694444444°N,1.8616388888889°E 1278 msnm |           |                     | Modifica les dades a Wikidata |

## església
| imatge | Nom                       | Ubicat a | instància de | Detalls                                  | coordenades                                                                   | Protecció                   | Commons (més fotos)       | Dades a WD                    |
| ------ | ------------------------- | -------- | ------------ | ---------------------------------------- | ----------------------------------------------------------------------------- | --------------------------- | ------------------------- | ----------------------------- |
|        | Sant Climent d'Urús       | Urús     | església     | Estil: arquitectura popular 16th century | 42° 21′ 00″ N, 1° 51′ 15″ E / 42.349922°N,1.854304°E ca:Pl. de la Constitució | bé cultural d'interès local | Sant Climent d'Urús       | Modifica les dades a Wikidata |
|        | Sant Grau del Puig d'Urús | Urús     | església     | Estil: arquitectura romànica             | 42° 20′ 30″ N, 1° 50′ 30″ E / 42.341734°N,1.841548°E ca:Camí de Sant Grau     | bé cultural d'interès local | Sant Grau del Puig d'Urús | Modifica les dades a Wikidata |

## masia
| imatge | Nom          | Ubicat a | instància de | Detalls | coordenades                                                                             | Protecció | Commons (més fotos) | Dades a WD                    |
| ------ | ------------ | -------- | ------------ | ------- | --------------------------------------------------------------------------------------- | --------- | ------------------- | ----------------------------- |
|        | Pla Gran     | Urús     | masia        |         | 42° 20′ 05″ N, 1° 52′ 39″ E / 42.3346121426425°N,1.87750878883337°E                     |           |                     | Modifica les dades a Wikidata |
|        | Torre d'Urús | Urús     | masia        |         | 42° 20′ 48″ N, 1° 50′ 43″ E / 42.346629021342°N,1.84515880578858°E ca:Camí d'Urús a Riu |           |                     | Modifica les dades a Wikidata |

## muntanya
| imatge | Nom                     | Ubicat a                                   | instància de | Detalls | coordenades                                                             | Protecció | Commons (més fotos)     | Dades a WD                    |
| ------ | ----------------------- | ------------------------------------------ | ------------ | ------- | ----------------------------------------------------------------------- | --------- | ----------------------- | ----------------------------- |
|        | Penyes Altes de Moixeró | Guardiola de Berguedà Riu de Cerdanya Urús | muntanya     |         | 42° 18′ 23″ N, 1° 50′ 33″ E / 42.3063002008°N,1.84247482148°E 2276 msnm |           | Penyes Altes de Moixeró | Modifica les dades a Wikidata |
|        | Roca d'Urús             | Urús                                       | muntanya     |         | 42° 20′ 15″ N, 1° 51′ 38″ E / 42.33738889°N,1.86044444°E 1512 msnm      |           |                         | Modifica les dades a Wikidata |
|        | Serrat de Castellar     | Urús Prats i Sansor                        | muntanya     |         | 42° 21′ 18″ N, 1° 50′ 44″ E / 42.355°N,1.84569°E 1317.3 msnm            |           |                         | Modifica les dades a Wikidata |
|        | la Tosa                 | Alp Urús Das Bagà                          | muntanya     |         | 42° 19′ 14″ N, 1° 53′ 34″ E / 42.3205750504°N,1.89266087667°E 2536 msnm |           | Tosa d'Alp              | Modifica les dades a Wikidata |
|        | les Soquetes            | Urús Guardiola de Berguedà                 | muntanya     |         | 42° 18′ 49″ N, 1° 51′ 40″ E / 42.31372222°N,1.86108333°E 2200.5 msnm    |           |                         | Modifica les dades a Wikidata |
|        | puig de la Canal Freda  | Urús Bagà                                  | muntanya     |         | 42° 19′ 02″ N, 1° 53′ 00″ E / 42.3172°N,1.88333°E 2331.4 msnm           |           |                         | Modifica les dades a Wikidata |

## serra
| imatge | Nom                            | Ubicat a             | instància de | Detalls | coordenades                                                          | Protecció | Commons (més fotos) | Dades a WD                    |
| ------ | ------------------------------ | -------------------- | ------------ | ------- | -------------------------------------------------------------------- | --------- | ------------------- | ----------------------------- |
|        | serra de Puig Sequer           | Urús                 | serra        |         | 42° 19′ 27″ N, 1° 51′ 30″ E / 42.3241°N,1.85839°E 2086.3 msnm        |           |                     | Modifica les dades a Wikidata |
|        | serrat de Comesjuntes          | Urús                 | serra        |         | 42° 19′ 03″ N, 1° 50′ 55″ E / 42.31738472°N,1.84863056°E 2185.8 msnm |           |                     | Modifica les dades a Wikidata |
|        | serrat de les Boïgues          | Riu de Cerdanya Urús | serra        |         | 42° 20′ 32″ N, 1° 50′ 24″ E / 42.34228889°N,1.84013333°E 1340.1 msnm |           |                     | Modifica les dades a Wikidata |
|        | serrat de les Pales de Montsec | Riu de Cerdanya Urús | serra        |         | 42° 18′ 57″ N, 1° 50′ 15″ E / 42.31571944°N,1.837575°E 2113.4 msnm   |           |                     | Modifica les dades a Wikidata |
|        | serrat de les Pedrusques       | Urús                 | serra        |         | 42° 19′ 30″ N, 1° 52′ 53″ E / 42.324951°N,1.881446°E                 |           |                     | Modifica les dades a Wikidata |

## Misc
| imatge | Nom                      | Ubicat a                                                            | instància de                       | Detalls                                                    | coordenades                                                                                               | Protecció                                            | Commons (més fotos) | Dades a WD                    |
| ------ | ------------------------ | ------------------------------------------------------------------- | ---------------------------------- | ---------------------------------------------------------- | --- | ---------------------------------------------------- | ------------------- | ----------------------------- |
|        | Balma del Fe             | Urús                                                                | abric rocós                        |                                                            | 42° 20′ 17″ N, 1° 52′ 41″ E / 42.338093664597°N,1.87804167410292°E                                        |                                                      |                     | Modifica les dades a Wikidata |
|        | Cortal d'en Vidal        | Urús                                                                | refugi de muntanya                 | 2001                                                       | 42° 19′ 34″ N, 1° 50′ 27″ E / 42.32597778°N,1.84089722°E 1657 msnm                                        |                                                      |                     | Modifica les dades a Wikidata |
|        | Font Freda i safareig    | Urús                                                                | estructura arquitectònica          |                                                            | 42° 20′ 54″ N, 1° 51′ 11″ E / 42.34830856323242°N,1.853134036064148°E ca:Inici del camí de Sant Grau      |                                                      |                     | Modifica les dades a Wikidata |
|        | Tossa d'Alp              | Urús                                                                | vèrtex geodèsic                    | Alt: 1.2m                                                  | 42° 19′ 14″ N, 1° 53′ 34″ E / 42.320573°N,1.892654°E 2536.572 msnm                                        |                                                      |                     | Modifica les dades a Wikidata |
|        | casa consistorial d'Urús | Urús                                                                | casa consistorial                  |                                                            | 42° 21′ 02″ N, 1° 51′ 07″ E / 42.3504605°N,1.8518994°E                                                    |                                                      |                     | Modifica les dades a Wikidata |
|        | coll de Jou              | Bagà Guardiola de Berguedà Urús                                     | collada                            |                                                            | 42° 19′ 00″ N, 1° 52′ 00″ E / 42.316666666667°N,1.8666666666667°E                                         |                                                      |                     | Modifica les dades a Wikidata |
|        | font de la Tosa          | Urús                                                                | font                               |                                                            | 42° 20′ 03″ N, 1° 52′ 31″ E / 42.3343011650309°N,1.87518377659451°E                                       |                                                      |                     | Modifica les dades a Wikidata |
|        | fortificació la Presó    | Urús                                                                | fortificació castell               | Estil: arquitectura popular 13rd century                   | 42° 20′ 30″ N, 1° 50′ 32″ E / 42.3416203933719°N,1.84234910544182°E ca:al serrat de les Boïgues 1335 msnm | bé d'interès cultural bé cultural d'interès nacional |                     | Modifica les dades a Wikidata |
|        | serra de Moixeró         | Urús Riu de Cerdanya Bellver de Cerdanya Guardiola de Berguedà Bagà | serralada                          |                                                            | 42° 18′ 06″ N, 1° 51′ 23″ E / 42.301561°N,1.856439°E 2276 msnm                                            |                                                      | Serra de Moixeró    | Modifica les dades a Wikidata |
|        | túnel del Cadí           | Urús                                                                | túnel de carretera túnel de peatge | Travessa: serra de Moixeró Hi passa: C-16 E09 Llarg: 5026m | 42° 18′ 51″ N, 1° 51′ 03″ E / 42.31426°N,1.85077°E                                                        | bé integrant del patrimoni cultural català           | Cadí Tunnel         | Modifica les dades a Wikidata |